# Нестеровка (Харьковская область)
Нестеровка (укр. Нестерівка), село, 
Шипуватский сельский совет,
Великобурлукский район,
Харьковская область.
Код КОАТУУ — 6321486004. Население по переписи 2001 г. составляет 15 (4/11 м/ж) человек.

## Географическое положение
Село Нестеровка находится на правом берегу реки Великий Бурлук, выше по течению на расстоянии в 1 км находится посёлок Новая Александровка, ниже по течению – Средний Бурлук.

## История
- 1699 - дата основания.

## Экономика
- В селе есть молочно-товарная ферма, машинно-тракторные мастерские.